# Planetshakers (kerkgenootschap)
Planetshakers is een kerkgenootschap in Australië dat is ontstaan als een christelijke conferentie, opgericht in Zuid-Australië door Russell Evans van de Paradise Community Church. Vanuit deze conferentie is Planetshakers uitgegroeid tot een kerk. Sinds 2004 vinden de meeste activiteiten van Planetshakers plaats in Melbourne. Naast een kerk heeft Planetshakers haar eigen Bijbelscholen in verschillende campussen in Australië.

## Conferenties
Planetshakers organiseert jaarlijkse conferenties in de meeste Australische staten. De eerste conferentie werd gehouden in Adelaide in 1997 met circa 300 bezoekers. In 2004 waren dat verspreid over heel Australië al 20.000 bezoekers. In 2007 wordt de 11e verjaardag van de conferentie gevierd.

## Planetshakers in Nederland
Planetshakers is 8 september 2012 voor het eerst in Nederland gekomen.